# Synagoge (Moisling)
Die Moislinger Synagoge war von 1727 bis 1827 sowie von 1827 bis 1872 das Gotteshaus der jüdischen Gemeinde von Moisling, einem heutigen Stadtteil der Hansestadt Lübeck.

## Vorgeschichte des Synagogenbaus
Da es nach Lübecker Gesetz Juden mit wenigen streng reglementierten Ausnahmen untersagt war, Wohnsitz in der Stadt zu nehmen, hatten sich die seit Mitte des 17. Jahrhunderts aus Polen-Litauen kommenden jüdischen Familien vor den Toren Lübecks in Moisling niedergelassen. Der Gutsbesitz mit dem zugehörigen gleichnamigen Dorf lag zu jener Zeit auf dänischem Territorium und unterstand somit dänischem Recht, das keine gegen Juden gerichteten gesetzlichen Vorschriften kannte.

## Die erste Moislinger Synagoge

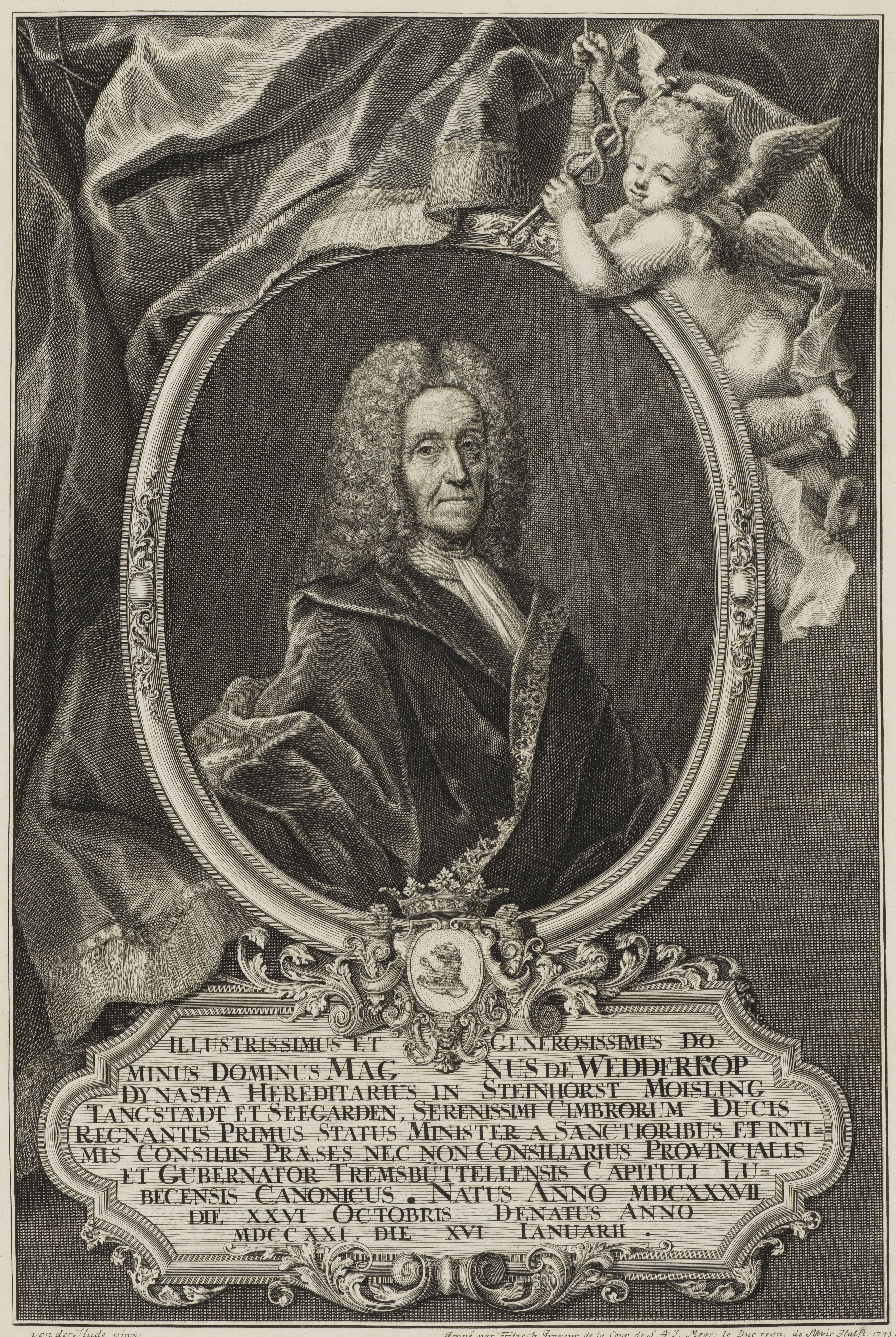
Magnus von Wedderkop

Seit 1702 befand sich Gut Moisling in Besitz der Familie Wedderkop, die der jüdischen Bevölkerung des Dorfes besonderes Wohlwollen entgegenbrachte. Spätestens seit 1720 existierte eine formelle jüdische Gemeinde, die jedoch über keine eigene Synagoge verfügte. Am 6. Dezember 1726 richtete der amtierende Gutsherr, der dänische Diplomat Gottfried von Wedderkop, ein Gesuch an König Friedrich IV., in dem er um die Erlaubnis bat, den Juden von Moisling eine Synagoge errichten zu dürfen.
Die Antwort des dänischen Königs ist nicht erhalten, muss jedoch positiv ausgefallen sein, da Wedderkop im folgenden Jahr eine Synagoge in Moisling erbaute und der jüdischen Gemeinde zur Nutzung überließ. Dabei handelte es sich um einen kleinen, einfachen Fachwerkbau mit niedrigem Innenraum. Von 1735 an entrichtete die Gemeinde eine Jahresmiete von 40 Reichstalern an den Gutsherrn.
Nachdem Gut Moisling am 1. Mai 1762 als Privatbesitz in die Hände von vier Lübecker Ratsherren übergegangen war – aber weiterhin dänisches Staatsgebiet blieb –, erhöhten die neuen Gutsherren die Synagogenmiete auf 52 Reichstaler jährlich. Hieran änderte sich nur wenig, nachdem Moisling durch ein am 22. Januar 1802 geschlossenes Abkommen zwischen Dänemark und Lübeck, das am 3. Juni 1806 in Kraft trat, zu Lübecker Staatsgebiet wurde.

## Die zweite Moislinger Synagoge

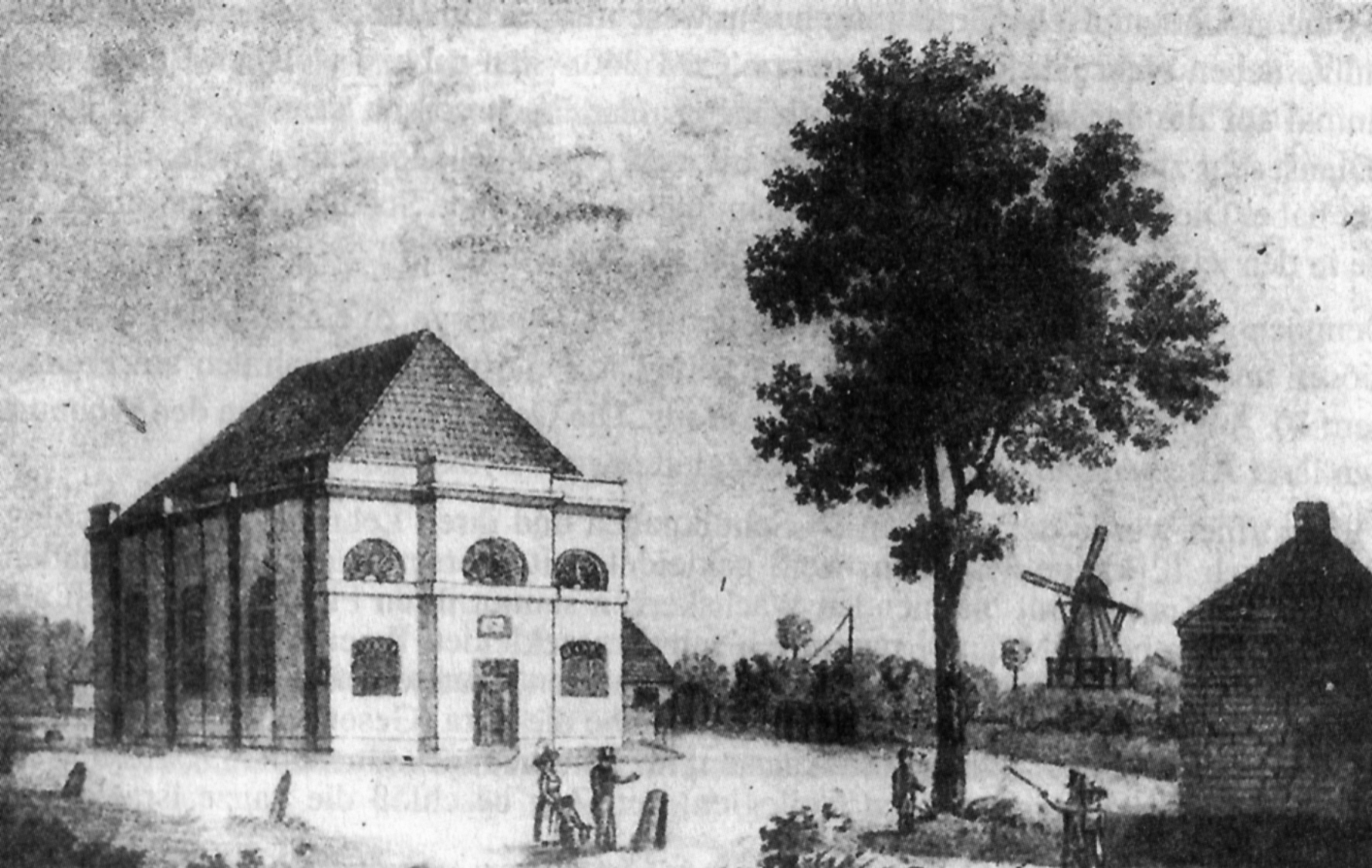
Die 1827 eingeweihte neue Moislinger Synagoge

In den 1820er Jahren entrichtete die Moislinger jüdische Gemeinde für die Nutzung der Synagoge eine Jahresmiete von 60 Courantmark an die Lübecker Stadtkasse. Jedoch häuften sich die Klagen über den schlechten Zustand des nunmehr fast hundert Jahre alten, baufälligen Gebäudes. Das Dach war undicht, undichte Türen und Fenster verursachten ständigen Luftzug und ganz allgemein sah man den Bau als einsturzgefährdet an. Hinzu kam, dass der beengte, sehr niedrige Innenraum der angewachsenen Moislinger Gemeinde keinen Platz mehr bot.
Der Lübecker Rat ließ prüfen, ob eine Instandsetzung der Synagoge möglich sei; die Gutachten des Stadtbaumeisters Heinrich Nikolaus Börm fielen jedoch so negativ aus, dass man diese Erwägung fallen ließ. Daraufhin bot der Gemeindevorstand an, eine um 100 Courantmark erhöhte Jahresmiete zu entrichten, falls die Stadt in Moisling einen kompletten Neubau errichten ließ. Auf dieses Angebot hin beschloss der Rat am 9. Juli 1825 den Bau einer neuen Synagoge von angemessener Größe und Gestaltung.
Das neue Gotteshaus wurde in den Jahren 1826 und 1827 nach Plänen des Stadtbaumeisters Börm errichtet. An einem herausgehobenen Standort in der Mitte des Dorfes Moisling, am damals noch existierenden Dorfteich, entstand ein freistehender, repräsentativer Bau aus verputztem Ziegelmauerwerk. Das in klassizistischem Stil gehaltene Gebäude wurde als moderner Sakralbau ohne spezifisch jüdische äußere Kennzeichen errichtet; da der Lübecker Staat als alleiniger Bauherr auftrat und die Gesamtbaukosten in Höhe von 10.517 Courantmark trug, hatte die jüdische Gemeinde keinen nennenswerten Einfluss auf die architektonische Gestaltung.
Bedingt durch die aufwändige Ausführung des Bauwerks betrug die Jahresmiete nicht wie ursprünglich vorgesehen 160, sondern 240 Courantmark. Einen ähnlich hohen Betrag musste die jüdische Gemeinde für die Anschaffung der Inneneinrichtung aufwenden, die nicht von der Stadt zur Verfügung gestellt wurde.
Am 10. August 1827 wurde die neue Moislinger Synagoge mit der feierlichen Überführung der Thorarollen in Gegenwart von Repräsentanten der Gemeinde und der Stadt eingeweiht.

## Das Ende der Moislinger Synagoge
Nachdem die jüdischen Bewohner Lübecks 1848 und 1852 durch Gesetz die vollen Bürgerrechte erhalten hatten und nicht mehr auf Moisling als Wohnsitz beschränkt waren, zogen zahlreiche Moislinger Juden in die Stadt, wodurch die Moislinger Gemeinde rasch an Zahl abnahm und schließlich, nachdem auch der reiche Abraham Schlomer fortgezogen war, am 26. April 1872 mit der Überführung der Thorarollen in die seit 1851 bestehende Synagoge in der Wahmstraße offiziell nach Lübeck verlegt wurde.
Der Lübecker Staat, nach wie vor Eigentümer der Moislinger Synagoge, versuchte den nunmehr nicht mehr religiös genutzten Bau zu veräußern, fand jedoch keinen Käufer. Daraufhin wurde das Gebäude 1873 vollständig abgebrochen. Es sind keinerlei Reste erhalten.

## Rabbiner in Moisling
- Akiba Israel Wertheimer (1806–1816)
- Ephraim Fischl Joel (1825–1851), Großvater von Esther Carlebach
- Alexander Sussmann Adler (1851–)